# Go On Move
A Go On Move című dal, az amerikai Reel 2 Real csapat 2.kislemeze, mely 1994-ben jelent meg. A dal sikeres volt, bár nem ért el akkorát, mint az első I Like to Move It című dal. Az első sikeren felbuzdulva a hangszerelés erősen hasonlít az előző daléhoz.

## Számlista
- A1   Go On Move (Erick "More" Mix) (5:10)
- A2   Mad Stuntman (3:47)
- B1   The New Anthem (Not So Radio Mix) (3:20)
- B2   The New Anthem (Funky Budda Mix) (5:27)